# Allameh Tabatabai

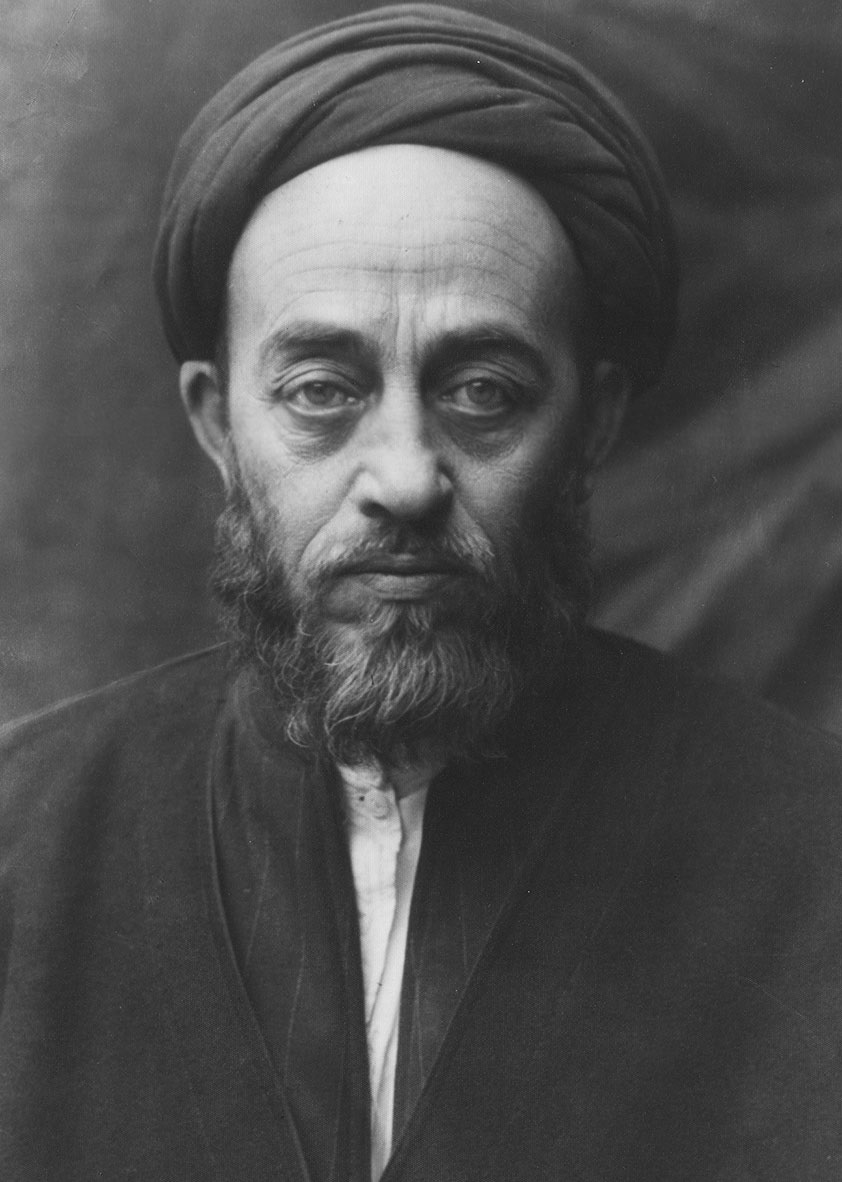
Allameh Tabatabai

Allameh Seyyed Mohammad-Hossein Tabatabai (auch Alameh Tabataba'i; persisch محمدحسین طباطبایی, DMG Muḥammad-Ḥosain Ṭabāṭabāyī; * 1892 oder 1903 in Täbris; † 15. November 1981) war einer der einflussreichsten iranisch-islamischen Philosophen des letzten Jahrhunderts und schiitischer Kleriker mit dem religiösen Titel Ajatollah.
Er verfasste zahlreiche Bücher zur islamischen Philosophie, sein wichtigstes Einzelwerk ist ein monumentaler Korankommentar unter dem Titel Tafsir al Mizan.
Viele seiner Studenten wie z. B. Mohammad Beheschti, Morteza Motahhari oder Mohammad Mofatteh spielten in der islamischen Revolution im Iran eine bedeutende Rolle und hatten später wichtige Positionen inne. Er selbst nahm nicht aktiv an der iranischen Revolution teil. Seine letzte Ruhestätte fand er in der Gebetshalle im Schrein der Fatima Masuma.
Die Allameh-Tabataba'i-Universität in Teheran ist nach dem Philosophen benannt.